# Velká Kraš
Velká Kraš (in polacco Wielka Krasz, in tedesco Groß Krosse) è un comune della Repubblica Ceca facente parte del distretto di Jeseník, nella regione di Olomouc.